# Wurzelbach
Wurzelbach ist ein Weiler in der Gemarkung Beedenkirchen der Gemeinde Lautertal (Odenwald) im hessischen Landkreis Bergstraße.

## Geographische Lage
Wurzelbach liegt am Nordrand der Gemarkung Beedenkirchen und nördlich des Lautertaler Hauptortes Reichenbach im Vorderen Odenwald an einem Quellarm des Wurzelbachs, der bei Hoxhohl in die Modau mündet. Der Weiler ist mit dem nördlich angrenzenden Schmal-Beerbach zusammengewachsen.
Die nächstgelegenen Ortschaften sind im Süden Beedenkirchen, im Westen Staffel, im Norden Schmal-Beerbach, im Nordosten Allertshofen und im Südosten Brandau.

## Geschichte
Wurzelbach ist in der Schreibweise Wortelnbach seit dem Jahr 1450 belegt. Es gehörte zum Amt Seeheim-Tannenberg. Es teilte die Verwaltungsgeschichte mit Beedenkirchen. Zu weiteren Details siehe dort.
Die Statistisch-topographisch-historische Beschreibung des Großherzogthums Hessen berichtet 1829 über Wurzelbach:

„Wurzelbach (L. Bez. Bensheim) luth. Filialdorf; liegt 3 St. von Bensheim, unweit des Felsbergs. hat 7 Häuser und 51 luth. Einw. Man findet eine Mahl-, Oel- und Schneide-mühle. Im Jahr 1714 kam der Ort von Erbach durch Kauf an Hessen.“

Die im Dezember 1852 aufgenommenen Bevölkerungs- und Katasterlisten ergaben für Wurzelbach: Wurzelbach, luth. Fld. unweit des Feldbergs, kam 1717 von Erbach an Hessen. Dazu gehört eine Mühle. Es bildet mit Beedenkirchen eine Gemarkung. Einw. 55.
In den Statistiken des Großherzogtums Hessen werden, bezogen auf Dezember 1867, für das Filialdorf Wurzelbach zu Gemeinde und Gemarkung Beedenkirchen, 7 Häuser, 52 Einwohnern, der Kreis Bensheim, das Landgericht Zwingenberg, die evangelische Pfarrei Beedenkirchen mit dem Dekanat in Zwingenberg und die katholische Pfarrei Bensheim des Dekanats Bensheim, angegeben.
Wurzelbach wurde im Zuge der Gebietsreform in Hessen zusammen mit Beedenkirchen zum 31. Dezember 1971 auf freiwilliger Basis Teil der Gemeinde Lautertal. Seitdem gehört Wurzelbach zum Ortsbezirk Beedenkirchen und zum dortigen Ortsbeirat.
Für die Sendereihe Dolles Dorf präsentierte die hessenschau das Leben in Wurzelbach am 25. Januar 2025 in einem Videobeitrag. Vorgestellt wurden ein Antiquitätensammler, der Quellenhof als Reiterhof, der Dorfbrunnen, dessen Trog früher als Gärfass für Sauerkraut diente, die Tankstelle an der Bundesstraße als einziger Treffpunkt der Wurzelbacher und der Gesangsvortrag einer spontan gegründeten stattlichen Chorgemeinschaft. Dokumentiert wurde auch die schlechte fußläufige Anbindung an das 800 Meter entfernte Beedenkirchen, in dem die hier fehlenden Einrichtungen der Daseinsvorsorge wie Kindergarten, Kirche, Friedhof und Dorfgemeinschaftshaus zu finden seien.

## Bevölkerung
Bevölkerungsstruktur 2011
Nach den Erhebungen des Zensus 2011 lebten am Stichtag dem 9. Mai 2011 in Wurzelbach 51 Einwohner, darunter drei (5,9 %) Ausländer. Nach dem Lebensalter waren neun Einwohner unter 18 Jahren, 18 zwischen 18 und 49, 15 zwischen 50 und 64 und neun Einwohner waren älter. Die Einwohner lebten in 21 Haushalten. Davon waren drei Singlehaushalte, sechs Paare ohne Kinder und sechs Paare mit Kindern, sowie drei Alleinerziehende und keine Wohngemeinschaften. In keinem Haushalt lebten ausschließlich Senioren und in 12 Haushaltungen lebten keine Senioren.
Einwohnerentwicklung
| • 1829: | 51 Einwohner |
| • 2011: | 51 Einwohner |
| • 2013: | 61 Einwohner |
| • 2022: | 48 Einwohner |

## Politik
Der Ortsteil Wurzelbach bildet mit den Ortsteilen Beedenkirchen, Staffel und Schmal-Beerbach einen Ortsbezirk. Zu Details siehe Politik Beedenkirchen.

## Verkehr
Für den überörtlichen Verkehr ist Wurzelbach durch zwei Landesstraßen erschlossen, die sich in der Ortsdurchfahrt Wurzelbach vereinigen. Die L 3098 schafft eine Verbindung zum Hauptort Reichenbach im Tal der Lauter und dort zu der als Nibelungenstraße bekannten Bundesstraße 47. In der anderen Richtung führt sie weiter über Ober-Beerbach nach Darmstadt. Die L 3101 schließlich kommt über Staffel von Balkhausen und führt weiter über Allertshofen nach Hoxhohl.